# Virginity
Virginity seria o terceiro EP do maquiador e cantor estadunidense Jeffree Star, com previsão de lançamento para março de 2012 que foi cancelado por Jeffree e será sucedido pelo EP Concealer

## Produção e Cancelamento
Jeffree disse ter cancelado o EP "Virginity" na esperança de gravar um álbum de estúdio completo, como ele mesmo confirmou: “Os meus fãs merecem um álbum”. O DJ e maquiador explicou o motivo do cancelamento em seu twitter, prometendo surpreender a todos: “Eu amo meus fãs até a morte. Apenas saibam que eu passei por muito neste último ano, e agora tudo virá de uma vez! Não fiquem bravos.”, disse Jeffree, referindo-se ao seu término de relacionamento com Daniel Oxford e outros pequenos contratempos. Mas Jeffree continua empenhado e trabalhando para surpreender seus fãs. Ele esteve com a compositora Esjay Jones com quem já produziu 4 músicas e gravou o videoclipe Blow Me, porém este não é um single oficial. Jeffree anunciou que o clipe foi feito apenas por diversão, mas a música estará presente no novo álbum. Para aliviar a ansiedade dos fãs, Jeffree decidiu liberar a canção "Best. Night. Ever" na internet, que seria a 3ª faixa do EP Virginity. Faixas como "Blow Me" e "Legs Up" têm presença confirmada no futuro álbum.

## Faixas
1. "Happy Birthday"

2. "Blow Me"

3. "Best. Night. Ever."

4. "Catwalk"

5. "Legs Up"

6. "Prom Night"

7. "Clothes Come Off"